# Partula gibba
Espèce
Statut de conservation UICN

 CR A2ce : 
En danger critique
Partula gibba est une espèce d'escargot terrestre appartenant à la famille des Partulidae. Endémique à l'île de Guam et aux Îles Mariannes du Nord, cette espèce est menacée de disparition.